# Giuseppe Castelli (Leichtathlet)
Giuseppe Castelli (* 5. Oktober 1907 in Frugarolo; † 1942) war ein italienischer Leichtathlet.
Bei den Olympischen Spielen 1932 in Los Angeles gewann er gemeinsam mit Ruggero Maregatti, Gabriele Salviati und Edgardo Toetti die Bronzemedaille in der 4-mal-100-Meter-Staffel hinter den Mannschaften aus den Vereinigten Staaten und Deutschland.
Giuseppe Castelli war 1,70 m groß und startete für die Reale Società Ginnastica Torino.